# NaVorro Bowman
NaVorro Roderick Bowman (District Heights, 28 maggio 1988) è un ex giocatore di football americano statunitense che ha militato nel ruolo di inside linebacker nella National Football League (NFL). Fu scelto dai San Francisco 49ers come 91º assoluto nel Draft NFL 2010. Al college ha giocato a football a Penn State.

## Carriera

### San Francisco 49ers

#### Stagione 2010
Il 4 gennaio 2010, la madre di Bowman annunciò la sua decisione di saltare l'ultimo anno di NCAA, dichiarando la sua eleggibilità per il Draft 2010. Nel secondo giorno del Draft, Bowman fu scelto nel corso del terzo giro dai San Francisco 49ers come 91º assoluto. Egli decise di indossare il numero 53. Nella sua stagione da rookie, Bowman giocò in tutte le 16 gare stagionali, iniziandone due da titolare, in sostituzione rispettivamente di Patrick Willis e Takeo Spikes, entrambi infortunati. Nel corso della sua stagione di debutto, Bowman mise a segno 38 tackle solitari e 8 assistiti, per un totale di 46.

#### Stagione 2011
Nella sua seconda stagione nella NFL, Bowman divenne l'inside linebacker titolare dopo la partenza di Takeo Spikes. A fianco del linebacker All-Pro Patrick Willis, Bowman fece passi da gigante e terminò l'annata con 143 tackle, 2 sack e 8 passaggi deviati. Guidò i Niners in tackle, terminando secondo nella NFL in tackle solitari. Con la crescita di Bowman, la difesa dei 49ers stabilì il record NFL per non aver concesso alcun touchdown su corsa nelle prime 14 partite. Il precedente record era detenuto dai Decatur Staleys nel 1920, i quali non ne concessero in una stagione da tredici partite. Anche se non fu convocato per il Pro Bowl, in seguito a questa notevole stagione, insieme al compagno di squadra Patrick Willis e a Derrick Johnson dei Kansas City Chiefs, fu inserito nel First-team All-Pro dall'Associated Press. Bowman fu votato all'85º posto nella NFL Top 100, l'annuale classifica dei migliori cento giocatori della stagione.

#### Stagione 2012
Il 9 settembre, nella prima gara della stagione 2012, Bowman giocò una grande partita guidando i 49ers con 11 tackle nella vittoria in casa dei Green Bay Packers e mettendo a segno un cruciale intercetto, il primo in carriera, ai danni di Aaron Rodgers nel quarto periodo che pose fine alle speranze di rimonta dei Packers. Nella settimana 3 i 49ers persero a sorpresa la prima gara della stagione contro i Minnesota Vikings: Bowman però giocò una grande partita mettendo a segno ben 18 tackle che lo portarono in cima alla classifica della specialità della lega dopo tre giornate.
Nel Thursday Night Football della settimana 7, i 49ers vinsero contro i Seattle Seahawks nella gara che avrebbe assicurato al vincitore la leadership nella NFC West: Bowman mise a segno 7 tackle e un sack su Russell Wilson. Il 26 dicembre fu convocato per il primo Pro Bowl in carriera. La sua stagione regolare si concluse al secondo posto nella NFL con 149 tackle totali, oltre a 2 sack, 7 passaggi deviati, un intercetto e un fumble forzato. Il 12 gennaio 2013 fu inserito per il secondo anno consecutivo nel First-team All-Pro.

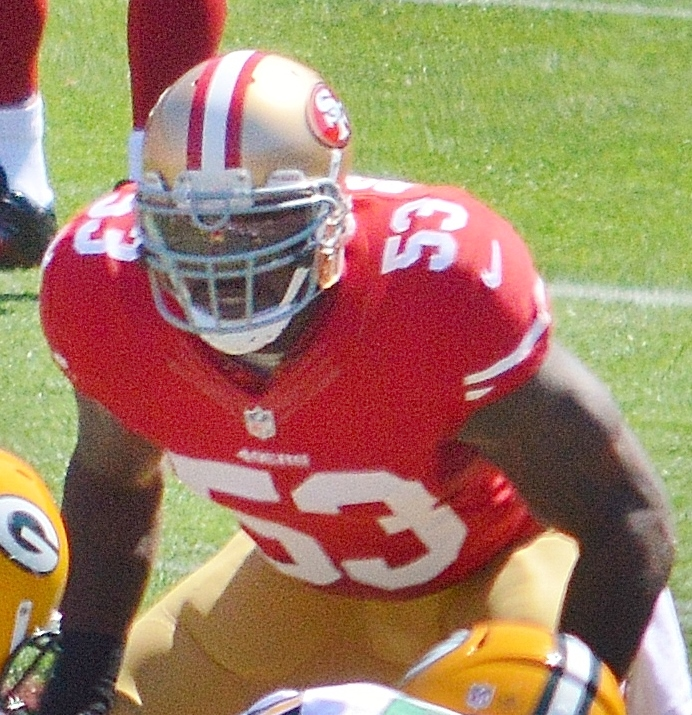
Bowman contro i Packers nel 2013.

Bowman e i 49ers terminarono la stagione regolare 2012 con un record di 11-4-1, il secondo della NFC. San Francisco dominò i Green Bay Packers nel Divisional round dei playoff, in cuifece registrare 6 tackle e 2 passaggi deviati. La settimana successiva, nella finale della NFC ad Atlanta, mise a segno 2 tackle e un passaggio deviato, il quale si rivelò decisivo per la sorte della gara. Matt Ryan stava guidando i Falcons a percorrere tutto il campo, tentando di raggiungere la vittoria in rimonta. Il passaggio deviato di Bowman a Ryan era diretto a Roddy White e sigillò la vittoria di San Francisco a poco più di un minuto dal termine. Fu la prima vittoria in trasferta nei playoff dei Niners dal 1988 e la prima qualificazione al Super Bowl dal 1994. Nel Super Bowl XLVII Bowman mise a segno 9 tackle ma i 49ers furono sconfitti 34-31 dai Baltimore Ravens. A fine anno fu posizionato al numero 37 nella classifica dei migliori cento giocatori della stagione.

#### Stagione 2013
Nella prima gara della stagione vinta contro i Packers, Bowman guidò i Niners con 8 tackle e forzò un fumble. Nella vittoria della settimana 4 sui Rams mise a segno i suoi primi due sack stagionali, oltre a forzare un fumble. Il terzo sack lo mise a segno nella vittoria casalinga della settimana 13 sui Rams, in cui guidò la squadra con 11 tackle.
Il 23 dicembre, nell'ultima gara della storia della stagione regolare disputata a Candlestick Park, Bowman ritornò un intercetto su Matt Ryan a un minuto e dieci secondi dal termine per 89 yard in touchdown, sigillando la vittoria dei Niners e la loro qualificazione ai playoff. Nell'ultimo turno del 2013, i Niners batterono nel finale i Cardinals con 10 tackle, un sack, un intercetto e un fumble forzato messi a segno da Bowman, concludendo al secondo posto della division dietro Seattle, con un record di 12-4. A fine mese fu premiato come miglior difensore della NFC per le gare di dicembre. La sua stagione regolare si concluse con 145 tackle (quinto nella lega), 5 sack, 2 intercetti e 4 fumble forzati, venendo convocato per il secondo Pro Bowl in carriera e inserito ancora una volta nel First-team All-Pro.
Nel primo turno di playoff, i 49ers eliminarono i Packers al Lambeau Field grazie a un field goal negli ultimi secondi, in una gara in cui Bowman guidò i suoi con 10 tackle e forzò un fumble. Nel turno successivo i Niners batterono in trasferta i Panthers, avanzando alla terza finale di conference consecutiva. Bowman in quella sfida guidò ancora la sua squadra con 11 tackle e mise a segno un sack su Cam Newton. La domenica seguente, nella finale della NFC in casa dei rivali di division di Seattle, San Francisco fu sconfitta per 23-17 chiudendo la sua stagione. Bowman tuttavia giocò ancora in modo dominante, guidando i suoi con 14 tackle, un sack e un fumble forzato, salvo uscire nell'ultimo quarto in barella dopo uno scontro di gioco che gli causò la rottura del legamento crociato anteriore e del legamento collaterale mediale.
A fine anno, Bowman fu votato al 47 º posto nella NFL Top 100 dai suoi colleghi.

#### Stagione 2014
Il 9 dicembre 2014, Bowman fu dapprima inserito nel roster attivo della stagione ma, dopo non essersi allenato per tutta la settimana, quattro giorni dopo fu inserito in lista infortunati, confermando la perdita completa dell'annata 2014.

#### Stagione 2015
Bowman tornò in campo nella prima gara della stagione 2015, facendo subito registrare un sack su Teddy Bridgewater dei Vikings. A fine stagione fu convocato per il terzo Pro Bowl in carriera ed inserito nel First-team All-Pro dopo avere guidato la NFL con un nuovo primato personale di 154 tackle. I 49ers, nella prima stagione dall'addio di Jim Harbaugh, terminarono all'ultimo posto della propria division.

#### Stagione 2016
Durante una partita contro i Dallas Cowboys il 2 ottobre, Bowman si ruppe il tendine d'Achille, perdendo tutto il resto della stagione 2016, in cui disputò solamente 4 gare.
Il 13 ottobre 2017, Bowman fu svincolato dai Niners dopo sette stagioni.

### Oakland Raiders
Il 16 ottobre 2017, Bowman firmò un contratto di un anno con gli Oakland Raiders del valore di 3 milioni di dollari. Nella prima gara con la nuova maglia, tre giorni dopo, partì come titolare contro i Kansas City Chiefs guidando la squadra con 11 tackle. Nel dodicesimo turno fece registrare quello che fu il primo intercetto dell'intera stagione dai Raiders, ai danni di Paxton Lynch dei Denver Broncos, nella vittoria per 21-14. Si ritirò a fine stagione.

## Palmarès

### Franchigia
- National Football Conference Championship: 1

San Francisco 49ers: 2012

### Individuale
- Convocazioni al Pro Bowl: 3

2012, 2013, 2015
- First-team All-Pro: 4

2011, 2012, 2013, 2015
- Difensore della NFC del mese: 1

dicembre 2013
- NFL Butkus Award: 1

2013

## Statistiche
Stagione regolare
|          |                     |                                 | Tackle                          | Tackle                          | Tackle                          | Tackle                          | Intercetti                      | Intercetti                      | Intercetti                      | Intercetti                      | Intercetti                      | Fumble                          | Fumble                          |                                 |                                 |                                 |
| Stagione | Squadra             | P                               | Tot                             | Sol                             | Ass                             | Sack                            | P. dev.                         | Int                             | Yard                            | Max                             | TD                              | FF                              | FR                              |                                 |                                 |                                 |
| 2010     | San Francisco 49ers | 16                              | 46                              | 38                              | 8                               | 0.0                             | 0                               | --                              | --                              | --                              | --                              | 0                               | --                              |                                 |                                 |                                 |
| 2011     | San Francisco 49ers | 16                              | 143                             | 111                             | 32                              | 2.0                             | 8                               | --                              | --                              | --                              | --                              | 0                               | 3                               |                                 |                                 |                                 |
| 2012     | San Francisco 49ers | 16                              | 148                             | 96                              | 52                              | 2.0                             | 6                               | 1                               | 11                              | 11                              | 0                               | 1                               | --                              |                                 |                                 |                                 |
| 2013     | San Francisco 49ers | 16                              | 145                             | 120                             | 25                              | 5.0                             | 8                               | 2                               | 93                              | 89                              | 1                               | 4                               | 2                               |                                 |                                 |                                 |
| 2014     | San Francisco 49ers | Nessuna presenza per infortunio | Nessuna presenza per infortunio | Nessuna presenza per infortunio | Nessuna presenza per infortunio | Nessuna presenza per infortunio | Nessuna presenza per infortunio | Nessuna presenza per infortunio | Nessuna presenza per infortunio | Nessuna presenza per infortunio | Nessuna presenza per infortunio | Nessuna presenza per infortunio | Nessuna presenza per infortunio | Nessuna presenza per infortunio | Nessuna presenza per infortunio | Nessuna presenza per infortunio |
| 2015     | San Francisco 49ers | 16                              | 154                             | 116                             | 38                              | 2.5                             | 2                               | --                              | --                              | --                              | --                              | 1                               | --                              |                                 |                                 |                                 |
| 2016     | San Francisco 49ers | 4                               | 35                              | 24                              | 11                              | 1                               | 2                               | 1                               | 0                               | 0                               | 0                               | 1                               | --                              |                                 |                                 |                                 |
| Carriera | San Francisco 49ers | 84                              | 671                             | 505                             | 166                             | 12.5                            | 26                              | 4                               | 104                             | 89                              | 1                               | 7                               | 5                               |                                 |                                 |                                 |